# Srikandang
Srikandang is een bestuurslaag in het regentschap Jepara van de provincie Midden-Java, Indonesië. Srikandang telt 5544 inwoners (volkstelling 2010).